# JCreator
JCreator è un ambiente di sviluppo integrato per Java creato da Xinox Software. JCreator è scritto interamente in C++ il che lo rende leggermente più veloce rispetto agli altri editor scritti in Java. Il software è compatibile con Windows 7, XP, Vista.

## Interfaccia
La sua interfaccia è simile a quella di Microsoft Visual Studio.

## Pregi
I suoi principali pregi sono la semplicità dell'interfaccia e la leggerezza del software. Fornisce agli utenti un vasto repertorio di funzionalità come: la gestione di progetti, modelli di progetti pronti per l'uso, auto-completamento del codice, un'interfaccia per il debugger, un editor con evidenziatore di sintassi oltre ad una interfaccia grafica completamente personalizzabile. Con JCreator è possibile compilare e far partire subito i propri programmi Java senza impostare il percorso del main o altre cose.